# تپه استخر گبرها
تپه استخر گبرها در شهرستان شازند، بخش مرکزی، روستای پاکل واقع شده و این اثر در تاریخ ۹ اردیبهشت ۱۳۸۲ با شمارهٔ ثبت ۸۵۸۵ به‌عنوان یکی از آثار ملی ایران به ثبت رسیده است.